# Jan Darmovzal
Jan Darmovzal (n. 11 de octubre de 1990-desaparecido el 5 de septiembre de 2024 en Venezuela) es un deportista y reservista checo. El 5 de septiembre de 2024 fue detenido por militares venezolanos mientras visitaba Venezuela como turista. La Comisión Interamericana de Derechos Humanos (CIDH) emitió medidas cautelares en su favor, y el Grupo de Trabajo sobre Desapariciones Forzadas o Involuntarias de las Naciones Unidas determinó que el arresto de Jan formaba parte de un patrón de detenciones arbitrarias y desapariciones forzadas en Venezuela. Actualmente se desconoce su paradero.

## Biografía
Darmovzal estudió gestión y estudios deportivos en la Universidad Masaryk en Brno, República Checa, y posteriormente la carrera a distancia de derecho en la Universidad de Londres. Jan mostró interés por las relaciones internacionales y lo llevó a participar en un voluntariado en Cisjordania. También vivió por cinco años en Singapur, donde trabajó en una pasantía en Gateway Law Corporation y participó en un programa pro bono con la Asociación de Abogados de Singapur.
De vuelta en República Checa, trabajó por un breve periodo en la administración pública y posteriormente se alistó al ejército, donde recibió formación en artillería y ha sido reservista activo del 43.º Regimiento de Paracaidistas en Chrudim.
En agosto de 2024 viajó a Venezuela desde Madrid, España, como parte de turismo de aventura.

## Detención en Venezuela
El 5 de septiembre de 2024, fue detenido por funcionarios de las Fuerzas Armadas de Venezuela en San Fernando de Atabapo, un pueblo en el estado Amazonas. Jan fue arrestado junto con dos españoles y tres estadounidenses, y el 14 de septiembre Diosdado Cabello, el ministro del interior y justicia de Venezuela, lo vinculó con la CIA y mercenarios europeos, acusándolo de ser parte de una presunta conspiración para «desestabilizar al país». Sin embargo, para 2025 no se habían presentado pruebas públicamente que respaldaran las acusaciones.
El portavoz del ministerio de relaciones exteriores de la República Checa, Daniel Drake, rechazó las acusaciones y declaró que carecen de base real. El gobierno checo le pidió información y acceso consular al gobierno venezolano a través de su embajada en Bogotá, concurrente en Venezuela, pero no había recibido una respuesta clara por parte de la gestión de Nicolás Maduro. La familia de Darmovzal también ha rechazado categóricamente las acusaciones en su contra.
El 31 de octubre de 2024, la Comisión Interamericana de Derechos Humanos (CIDH) emitió medidas cautelares a favor de Darmovzal, exigiéndole al Estado venezolano informar sobre su situación actual y sosteniendo que enfrentaba «una situación de gravedad y urgencia de riesgo de daño irreparable». El Grupo de Trabajo sobre Desapariciones Forzadas o Involuntarias de las Naciones Unidas o Involuntarias de las Naciones Unidas determinó que el arresto de Jan formaba parte de un patrón de detenciones arbitrarias y desapariciones forzadas en Venezuela.
Para el 6 de abril de 2025, Darmovzal cumplió siete meses de desaparición forzada, sin poder comunicarse con su familia o un abogado, o que se pudiera conocer su paradero, su estado físico, o su situación jurídica. El mes anterior, la ONG Foro Penal había documentado a 66 presos políticos extranjeros en Venezuela, incluyendo a personas de Alemania, Argentina, Colombia, Cuba, Ecuador, España, Italia, Guyana, Países Bajos, Perú, Ucrania y Uruguay, además de la República Checa.

## Vida personal
Su familia, particularmente su madre, ha participado en actos públicos en Praga exigiendo la liberación de Darmovzal, incluyendo un concierto de la pianista venezolana Gabriela Montero. Su padre es un empresario en Moravia del Sur.